# دستگاه گلژی

اندامک‌های درون سلول جانوران: (۱) هستک (۲) هسته (۳) ریبوزوم (۴) وزیکول (۵) شبکه آندوپلاسمی خشن (۶) دستگاه گلژی (۷) اسکلت سلولی (سیتواسکلتون) (۸) شبکه آندوپلاسمی صاف (۹) میتوکندری (۱۰) واکوئل (۱۱) سیتوپلاسم (۱۲) لیزوزوم (۱۳) سانتریول

دستگاه گُلژی یکی از اندامک‌های سیتوپلاسم است که به دو صورت پراکنده یا متمرکز وجود دارد و محتوی لیپوپروتئین است و در سنتز و ترشح یاخته فعالیت دارد.
در سال ۱۸۹۸ کامیلو گلجی، یاخته‌شناس ایتالیایی، با اشباع کردن سلول‌های عصبیِ (نورون‌ها) جغد از نمک‌های نقره و بررسی میکروسکوپی این سلول‌ها ذراتی تیره، هلالی‌شکل و به صورت شبکهٔ درهم‌رفته‌ای را در کنار هسته سلول مشاهده کرد که آن را دستگاه شبکه‌ایِ درونی نامید. این مجموعه بعدها به افتخار گلجی، دستگاه گلجی (یا دستگاه گلژی) نامیده شد. گلژی تلفظ فرانسوی نام او است که در فارسی نیز رایج شده‌است.

## آیا همه سلول‌ها دستگاه گلژی دارند؟
با مطالعه سلول‌ها توسط میکروسکوپ‌های نوری و الکترونی به این نتیجه رسیده‌اند که دستگاه گلژی هم در سلول‌های جانوری و هم در سلول‌های گیاهی وجود دارد و یکی از اجزا مهم ساختمانی سلول‌هاست که به ویژه در اعمال ترشحی سلول‌ها فعالیت زیادی دارد.
این اندامک در تک‌سلولی‌ها (مانند باکتری‌ها) وجود ندارد.
این دستگاه می‌تواند به صورت شبکه‌ای در کنار هسته، یا به صورت بخش‌های هلالی شکل و مجزا از یکدیگر به نام دیکتیوزوم‌ها در برش‌های سلول‌ها دیده شوند. دیکتیوزوم‌ها در گیاهان پیشرفته، جلبک‌ها و نیز در خزه گیان مشاهده شده‌اند. در قارچ‌ها، دیکتیوزوم‌ها کمیاب هستند و در پروکاریوت‌ها تاکنون دیکتیوزومی شناخته نشده‌است.

## ساختمان دستگاه گلژی
مشاهده دستگاه گلژی با میکروسکوب الکترونی تشخیص سه بخش را امکان‌پذیر می‌سازد: ساکول‌ها، دیکتیوزوم‌ها و مجموعه آن‌ها.

### ساکول یا سیسترن
کیسه‌های پهن و قرصی شکل غشایی هستند که بخش میانی صاف و وسعتی حدود ۱ میکرومتر دارند. اما کناره‌های کیسه بسیار چین خورده و متراکم است که قدرت جوانه زدن دارند و وزیکول‌های کوچکی را ایجاد می‌کنند. هر ساکول حالت کمانی دارد و یک سطح آن برآمده (سطح cis یا سطح نزدیک) و سطح دیگر فرورفته‌است(سطح trans یا سطح دور). ضخامت غشای ساکول همانند غشای شبکه آندوپلاسمی است. سطح سیسترن یا ساکول صاف و بدون ریبوزم است.
ساکول های دیکتیوزوم پیوسته در سطح cis تولید و در trans با تبدیل شدن به حفره های ترشحی ناپدید میشوند، بنابراین سطح سیس دارای ساکول های تازه و جوان هستند و سطح ترنس دارای ساکول های پیرتر، سطح سیس به دلیل دارا بودن ساکول های جوان برعکس سطح ترنس رنگ پذیری بالاتری داشته و به همین خاطر آن را سطح کروموفیل (رنگ دوست) و سطح ترنس را سطح کرموفوب (رنگ گریز) می‌نامند.

## خاستگاه دستگاه گلژی
مسئله خاستگاه دیکتیوزوم‌ها هنوز مورد بحث است و در این زمینه فرضیه‌ها و نظریه‌های چندی ارائه شده‌است. بدیهی است که هر یاخته در شرایط عادی به‌طور معمول تعدادی از دیکتیوزوم‌های خود را از یاخته والدی به ارث برده‌است. سه نظریه مهم از این قرارند:
1. ایجاد وزیکول‌ها یا حفره‌هایی از شبکه آندوپلاسمی صاف یا گاهی از پوشش هسته‌ای که بر سطح نزدیک یا سطح تشکیل دیکتیوزوم افزوده می‌شود. البته این پدیده امروز مورد بحث است و تأیید عمومی ندارد زیرا حفره‌های گذر یا انتقالی جدا شده از شبکه آندوپلاسمی بیشتر جذب کناره‌های کیسه‌های دیکتیوزومی می‌شوند و عاملی برای پایداری و امکان جوانه زنی کیسه‌ها را فراهم می‌کند.
2. تشکیل از نو با زیر بنای به هم پیوستن قطعاتی از شبکه آندوپلاسمی دستگاه گلژی را به وجود می‌آورد.
3. دیکتیوزوم‌های جدید از تقسیم دیکتیوزوم‌های پیشین به وجود می‌آید.

## کارکرد دستگاه گلژی
این دستگاه اعمال زیاد و مهمی را انجام می‌دهد و از آن به «پلیس راه سلول» یاد می‌کنند. از جمله:
- پردازش و آماده‌سازی محصولات تازه سنتز شده سلولی، مانند ترشح و سنتز کلاژن و آنزیم ها  و مواد پلی سرکارید ها و هورمون ها، ترشح زیموژن و موکوس و  پکتین و سلولز و لیپید.
- گلیکوزیلاسیون پروتئین‌های ترشحی: این فرایند در شبکه آندوپلاسمی زبر آغاز می‌شود اما طویل شدن و پردازش زنجیره پلی‌ساکارید در گلژی انجام می‌گیرد.
- سولفاتاسیون: افزودن گروه‌های سولفات به پروتئین‌ها در سطح دور یا ترانس انجام می‌گیرد.
- افزودن گروه‌های فسفات به پروتئین‌ها
- راهنمایی پروتئین‌ها به سوی هدف نهایی
- دخالت در سازماندهی برخی از رامک‌های سلولی از جمله لیزوزومها
- دخالت در تشکیل، گسترش و رشد غشای سلولی
- تشکیل آکروزوم سر اسپرماتوزوئید و دخالت در عمل لقاح
- دخالت در ترشحات نورونی یا تشکیل کیسه‌های سیناپسی محتوی نوروترانسیمتر
- ترشح موسیلاژها (لیزآب) و مواد ژله‌ای با زیر بنای پلی‌ساکاریدهای اسیدی به ویژه در سلول‌های گیاهی
- دخالت در تولید و ترشح پولک و پوشش سیلیسی سطح جلبک‌ها
- دخالت در برون‌رانی یاخته
- ایجاد تغییرات شیمیایی در مولکول‌ها

نقش اصلی دستگاه گلژی ترشح پروتئین‌های ترشحی و آنزیمهای موجود در لیزوزوم‌ها و پراکسیزوم‌ها است. ترشح می‌تواند پیوسته یا ناپیوسته باشد.
- ترشح پیوسته: مواد ترشحی بلافاصله پس از تولید و بدون آنکه انباشته شوند ترشح می‌گردند.
- ترشح ناپیوسته: مواد ترشحی انباشته می‌شوند و به صورت ذرات ترشحی یا زیموژن(پروتئازها ، لیپازها، کربوهیدرازها و نوکلئازها)هستند.